# Santa Cruz (Laguna)
Santa Cruz ist eine philippinische Stadtgemeinde und Sitz der Provinzregierung der Provinz Laguna. Sie hat 117.605 Einwohner (Stand 1. August 2015). Im Gegensatz zu anderen Gemeinden in Laguna, hat Santa Cruz keine natürlichen Touristenattraktionen. Aufgrund der Entwicklung von Santa Cruz zum Verwaltungs-, Wirtschafts- und Dienstleistungszentrum, ist Santa Cruz gut mit dem privaten-öffentlichen Verkehr (Jeepneys) von den umliegenden Stadtgemeinden aus zu erreichen.

## Baranggays
Santa Cruz ist politisch unterteilt in 26 Baranggays.
| - Alipit - Bagumbayan - Bubukal - Calios - Duhat - Gatid - Jasaan - Labuin - Malinao | - Oogong - Pagsawitan - Palasan - Patimbao - Barangay I - Barangay II - Barangay III - Barangay IV - Barangay V | - San Jose - San Juan - San Pablo Norte - San Pablo Sur - Santisima Cruz - Santo Angel Central - Santo Angel Norte - Santo Angel Sur |